# Stephen Nash
Stephen Anthony Nash est un joueur canadien de volley-ball né le 5 juillet 1985 à Calgary, Alberta. Il joue au poste d'attaquant.

## Palmarès

### Clubs
- Championnat de Suède :
  - 3e en 2010, 2014
- Ligue Schenker :
  - 3e en 2012
- Championnat d'Estonie :
  - 3e en 2012
- MEVZA :
  - 2e en 2015
- Championnat d'Autriche :
  - 2e en 2015